# Bruce Kendall
Anthony Bruce Kendall (Papakura, 27 de junio de 1964) es un deportista neozelandés que compitió en vela en las clases Windglider, Division II y Mistral. Su hermana Barbara compitió en el mismo deporte.
Participó en tres Juegos Olímpicos de Verano, obteniendo dos medallas, bronce en Los Ángeles 1984 (clase Windglider) y oro en Seúl 1988 (Division II), y el cuarto lugar en Barcelona 1992. Ganó dos medallas en el Campeonato Mundial de Mistral, oro en 1993 y plata en 1994.

## Palmarés internacional
| Juegos Olímpicos | Juegos Olímpicos             | Juegos Olímpicos  | Juegos Olímpicos |
| Año              | Lugar                        | Medalla           | Clase            |
| ---------------- | ---------------------------- | ----------------- | ---------------- |
| 1984             | Los Ángeles (Estados Unidos) | Medalla de bronce | Windglider       |

| Juegos Olímpicos | Juegos Olímpicos     | Juegos Olímpicos | Juegos Olímpicos |
| Año              | Lugar                | Medalla          | Clase            |
| ---------------- | -------------------- | ---------------- | ---------------- |
| 1988             | Seúl (Corea del Sur) | Medalla de oro   | Division II      |

| Campeonato Mundial | Campeonato Mundial  | Campeonato Mundial | Campeonato Mundial |
| Año                | Lugar               | Medalla            | Clase              |
| ------------------ | ------------------- | ------------------ | ------------------ |
| 1993               | Kashiwazaki (Japón) | Medalla de oro     | Mistral            |
| 1994               | Gimli (Canadá)      | Medalla de plata   | Mistral            |